# Hang Seng MidCap Index
Der Hang Seng MidCap Index ist ein Aktienindex aus Hongkong, der Unternehmen mittlerer Größe abbildet. Er beinhaltet Titel von der Hong Kong Stock Exchange und wird von der Hang Seng Investment Management Ltd. Aufgelegt und seit 2002 herausgegeben und angeboten.

## Zusammensetzung
Die Top 10 Werte sind Anfang 2025:
- China Telecom
- Pop Mart International Group
- China Tower
- Akeso Inc
- China Coal Energy
- COSCO SHIPPING Holdings
- Midea Group
- Tsingtao Brewery
- CITIC Securities
- PICC Group